# Lee Young-pyo
Dans ce nom coréen, le nom de famille, Lee, précède le nom personnel.
Lee Young-Pyo (en coréen 이영표) est un footballeur sud-coréen né le 23 avril 1977 à Hongcheon. Il évolue au poste de latéral gauche dans le club des Whitecaps de Vancouver.

## Biographie
Droitier, il a essentiellement fait sa carrière en tant que latéral gauche.
Alors qu'il réalise une superbe Coupe du monde 2002 sur ses terres, Guus Hiddink, alors sélectionneur de la sélection sud-coréenne, l'embarque en compagnie de Park Ji-Sung au PSV Eindhoven.
Après des débuts difficiles, notamment en matière d'acclimatation, Lee réalise une époustouflante saison 2004-2005 et emmène son équipe jusqu'en demi-finale de C1. Ses performances contre l'Olympique lyonnais et AS Monaco impressionnent. 
Il signe chez les Spurs en 2005, mais ne jouit pas de la même popularité qu'aux Pays-Bas. Il reste cependant un titulaire indiscutable du club londonien. En 2008, il ne rentre plus dans les plans de l'entraineur et quitte Tottenham Hotspur pour le Borussia Dortmund. En juillet 2009, il signe un contrat d'un an avec Al Hilal Riyad.

## Carrière
- 2000-2002 : Anyang LG Cheetahs  Corée du Sud
- 2003-2005 : PSV Eindhoven  Pays-Bas
- 2005-2008 : Tottenham Hotspur  Angleterre
- 2008-2009 : Borussia Dortmund  Allemagne
- 2009-2011 : Al Hilal Riyad
- 2012-2013 : Whitecaps de Vancouver  Canada

## Palmarès
- Champion des Pays-Bas en 2005 avec le PSV Eindhoven
- Vainqueur de la League Cup en 2008 avec Tottenham
- 127 sélections et 5 buts avec l'équipe de Corée du Sud depuis l'année 1999